# Батиров Адам Алавдинович
Адам Алавдинович Батиров (рос. Адам Алавдинович Батыров (Батиров); нар. 13 січня 1985, Хасав'юрт, Дагестанська АРСР) — російський і бахрейнський борець вільного стилю, срібний призер чемпіонату світу, чемпіон Азії, бронзовий та дворазовий срібний призер чемпіонатів Європи, чемпіон Азійських ігор, бронзовий призер Кубку світу. Майстер спорту Росії міжнародного класу з вільної боротьби.

## Біографія
Боротьбою почав займатися з 1992 року. Любов до боротьби прищепив Батирову батько, що водив хлопчика з ранніх років на різні турніри та змагання. У перший раз батько привів Адама і його старшого брата Мавлета в спортивний зал коли їм було шість і сім років. Вихованець СДЮШОР імені Шаміля Умаханова, м. Хасав'юрт. Тренери: Абдурахман Мірзаєв, Сайгідпаша Умаханов, Салімхан Нуцалханов.
Дворазовий чемпіон Європи серед кадетів (2001, 2002). Срібний призер чемпіонату світу (2003) та чемпіонату Європи (2002) серед юніорів. Дворазовий чемпіон Росії (2007, 2011), срібний призер чемпіонату Росії 2012 року.
З 2016 року почав виступи за збірну Бахрейна, одразу ставши першим в історії цієї країни чемпіоном Азії з боротьби. Перше місце, здобуте у квітні 2016 року на Олімпійському кваліфікаційноиу турнірі в Улан-Баторі дозволило Адаму вперше потрапити на Олімпіаду і стати першим бахрейнським борцем-олімпійцем.
Закінчив юридичний факультет Дагестанського державного університету.

### Родина
Адам Батиров — дублер та молодший брат чемпіона світу і Єворопи та дворазового олімпійського чемпіона Мавлета Батирова. Допомагав тому на внутрішніх змаганнях відібратися на чемпіонати світу та Олімпійські ігри. Сам при цьому виступав переважно на континентальних першостях.
Батько Алавдин Батиров у студентські роки захоплювався боротьбою. Відкрив у Хасав'юрті свій бізнес, але потім передав його своїм донькам, а сам почав займатися тренувальним процесом своїх синів, їздив з ними на змагання. Коли їм доводилося виходити на килим один проти одного, поєдинок не відбувається — переможця визначає голова родини. За законами Кавказу ним стає старший брат. На чемпіонаті Росії брати повинні були боротися у фінальній сутичці чемпіонату Росії в категорії до 60 кг, але відмовились виходити на килим один проти одного. Судді вирішили вручити золоті нагороди обом братам. Хто поїде на Олімпійські ігри, теж вирішував голова родини. Перед афінською Олімпіадою 21-річний Мавлет Батиров і його 19-річний брат Адам вийшли у фінал чемпіонату Росії в категорії до 55 кг. Але на вирішальну сутичку Адам не вийшов. Батько сказав, що старший брат досвідченіший і краще підготовлений до великих змагань, але пообіцяв, що на наступні Ігри поїде Адам. Мавлет поїхав і виграв олімпійське золото. Через чотири роки брати знову зустрілися у фіналі чемпіонату Росії у вазі до 60 кг. Тож на пекінську Олімпіаду мав їхати вже молодший брат, але перед цими змаганнями він отримав травму і довелося знову їхати старшому брату. Мавлет поїхав і привіз із Пекіна друге олімпійське золото. У 2011 році брати вкотре зійшлися у фіналі чемпіонату Росії, але в категорії — до 66 кг. На сімейній раді вирішили, що переможцем повинен бути молодший з братів, який і поїхав на чемпіонат світу.
Алавдин Батиров виступає як рефері на борцівських поєдинках. У 2007 році судив сутичку між Георгієм Кетоєвим з Північної Осетії і Сажидом Сажидовим з Дагестану на чемпіонаті Росії в Москві під час якої виникла масова бійка між чисельними вболівальниками, що приїхали з обох республік, яка почалася після того, як Кетоєв вдарив Сажидова в обличчя. Бійку з великими труднощами вдалося зупинити за допомогою ОМОНу. Після цього інциденту Алавдин Батиров був відсторонений від суддівства до літньої Олімпіади 2008.
Двоюрідні брати Батирових — Мурад, Багавдін і Шаміль Умаханови. Всі троє були успішними борцями вільного стилю. Мурад — чемпіон Європи та Олімпійських ігор. Багавдін — дворазовий чемпіон Європи, триразовий володар Кубку світу. Шаміль — чемпіон Європи серед юніорів, чемпіон світу серед студентів, був другим у складі першої збірної Росії на Кубку світу 1998 року. Того ж року трагічно загинув на чемпіонаті Росії з вільної боротьби, коли на нього впала одна з трибун стадіону «Трудові резерви», що був лише перед тим реконструйований. В пам'ять про Шаміля Умаханова протягом 10 років в Хасав'юрті проводився престижний міжнародний турнір з вільної боротьби, його ім'ям названа одна з міських вулиць та Спеціалізована дитячо-юнацька спортивна школа олімпійського резерву з вільної боротьби. Батько братів Умаханових є рідним братом матері братів Батирових.
Рідний дядько братів Батирових — Сайгідпаша Умаханов, з 1997 по 2015 рік очолював державну адміністрацію Хасав'юрта. До того працював тренером з вільної боротьби. Він має звання майстра спорту з вільної боротьби, заслуженого тренера Росії. Сайгідпаша Умаханов був першим тренером двох олімпійських чемпіонів, своїх племінників — Мурада Умаханова і Мавлета Батирова.

## Спортивні результати

### Виступи на Олімпіадах
| Змагання                    | Збірна  | Вагова категорія          | Місце |
| --------------------------- | ------- | ------------------------- | ----- |
| Літні Олімпійські ігри 2016 | Бахрейн | вільна боротьба, до 65 кг | 14    |

### Виступи на Чемпіонатах світу
| Змагання                        | Збірна  | Вагова категорія          | Місце  |
| ------------------------------- | ------- | ------------------------- | ------ |
| Чемпіонат світу з боротьби 2011 | Росія   | вільна боротьба, до 66 кг | 5      |
| Чемпіонат світу з боротьби 2017 | Бахрейн | вільна боротьба, до 65 кг | 7      |
| Чемпіонат світу з боротьби 2018 | Бахрейн | вільна боротьба, до 70 кг | Срібло |

### Виступи на Чемпіонатах Європи
| Змагання                         | Збірна | Вагова категорія          | Місце  |
| -------------------------------- | ------ | ------------------------- | ------ |
| Чемпіонат Європи з боротьби 2004 | Росія  | вільна боротьба, до 55 кг | Срібло |
| Чемпіонат Європи з боротьби 2007 | Росія  | вільна боротьба, до 60 кг | 5      |
| Чемпіонат Європи з боротьби 2008 | Росія  | вільна боротьба, до 60 кг | 5      |
| Чемпіонат Європи з боротьби 2009 | Росія  | вільна боротьба, до 60 кг | Срібло |
| Чемпіонат Європи з боротьби 2011 | Росія  | вільна боротьба, до 66 кг | Бронза |

На чемпіонаті Європи 2004 року в Анкарі став срібним призером, поступившись у фінальному поєдинку Мартіну Берберяну з Вірменії. Через п'ять років на європейській першості у Вільнюсі повторив цей результат, знову поступившись у вирішальній сутичці цього разу своєму земляку з Хасав'юрта Зелімхану Гусейнову, що виступав за збірну Азербайджану. Ще через 2 роки на чемпіонаті Європи в Дортмунді опустився сходинкою нижче, ставши бронзовим призером.

### Виступи на Чемпіонатах Азії
| Змагання                       | Збірна  | Вагова категорія          | Місце  |
| ------------------------------ | ------- | ------------------------- | ------ |
| Чемпіонат Азії з боротьби 2016 | Бахрейн | вільна боротьба, до 70 кг | Золото |
| Чемпіонат Азії з боротьби 2018 | Бахрейн | вільна боротьба, до 79 кг | 5      |

Чемпіоном континентальної першості Адаму Батирову вдалося стати у віці 31 року, коли він, виступаючи за Бахрейн, став першим на чемпіонаті Азії.

### Виступи на Азійських іграх
| Змагання                        | Збірна  | Вагова категорія          | Місце  |
| ------------------------------- | ------- | ------------------------- | ------ |
| Азійські ігри в приміщенні 2017 | Бахрейн | вільна боротьба, до 70 кг | Золото |
| Азійські ігри 2018              | Бахрейн | вільна боротьба, до 74 кг | 7      |

### Виступи на Кубках світу
| Змагання                    | Збірна | Вагова категорія          | Місце  |
| --------------------------- | ------ | ------------------------- | ------ |
| Кубок світу з боротьби 2010 | Росія  | вільна боротьба, до 66 кг | Бронза |

### Виступи на інших змаганнях
| Змагання                                                         | Збірна  | Вагова категорія          | Місце  |
| ---------------------------------------------------------------- | ------- | ------------------------- | ------ |
| Олімпійський кваліфікаційний турнір з боротьби 2004 (Братислава) | Росія   | вільна боротьба, до 55 кг | 6      |
| Гран-прі «Іван Яригін» 2009                                      | Росія   | вільна боротьба, до 60 кг | Золото |
| Золотий Гран-прі з боротьби 2010 (Красноярськ)                   | Росія   | вільна боротьба, до 66 кг | Срібло |
| Золотий Гран-прі з боротьби 2011 (Красноярськ)                   | Росія   | вільна боротьба, до 66 кг | Золото |
| Олімпійський кваліфікаційний турнір з боротьби 2016 (Астана)     | Бахрейн | вільна боротьба, до 65 кг | 5      |
| Олімпійський кваліфікаційний турнір з боротьби 2016 (Улан-Батор) | Бахрейн | вільна боротьба, до 65 кг | Золото |
| Ігри ісламської солідарності 2017                                | Бахрейн | вільна боротьба, до 70 кг | Бронза |

### Виступи на змаганнях молодших вікових груп
| Змагання                                       | Збірна | Вагова категорія          | Місце  |
| ---------------------------------------------- | ------ | ------------------------- | ------ |
| Чемпіонат Європи з боротьби серед кадетів 2001 | Росія  | вільна боротьба, до 46 кг | Золото |
| Чемпіонат Європи з боротьби серед кадетів 2002 | Росія  | вільна боротьба, до 50 кг | Золото |
| Чемпіонат Європи з боротьби серед юніорів 2002 | Росія  | вільна боротьба, до 50 кг | Срібло |
| Чемпіонат світу з боротьби серед юніорів 2003  | Росія  | вільна боротьба, до 55 кг | Срібло |